# Gavrilo Kovačević
Gavrilo Kovačević (magyarosan: Kovácsevics Gábor, Irig, Szerém megye, 1765. – Zimony, 1832.) szerb költő.

## Élete
Foglalkozására nézve könyvkötő volt, hajlamai azonban irodalmi törekvéseket keltettek benne. Leginkább Zimonyban élt, még 1830-ban is. Halálát 1832-re teszik.

## Munkássága
Írt egy tankölteményt és legendákat szláv és szerb szentekről. Hirét azonban hőskölteményekkel alapította meg, melyeknek tárgyát a történelem és a korabeli események szolgáltatták. Költeményei, jóllehet tartalomra és formára nézve igen jelentéktelenek, mégis nagy népszerűségnek örvendettek. Egyszerű s népies nyelven írt, nem pedig az akkor divatozó tudákos, az egyházi szlávval kevert szerb nyelven.

## Munkái
- Pjesn o slučajnom vozmuščeniji v Serbiji, priključivšesja pri koncje 1803. goda, istoričeski provedana i u stihove složena. Buda, 1804 (Ének az 1803. szerb szabadságharczról. 2. kiadás. Uo. 1806. 3. k. Belgrád, 1832)
- Stihi o povedeniji i namjěreniji serbskago velikago knjaza Lazara provit turskogo opolčenija. Uo. 1804 (Versek Lázár fejedelemről, viselkedéséről, a török haderő hatalmáról és a rigómezei ütközet 1389. 2. kiadás 1805., 5. k., 1834., 6. k. 1843. Uo. 7. k. 1856. Pancsova)
- Judith mečem Olofernu glavu u êsknuvši, tjem Judeju osvobodivši v kratcje stihovno spisana. Buda, 1808 (Judith Holofernes fejét levágta s ezzel Izraelt megszabadított. Költemény)
- Proljetie čelovječeszkago vieka, Naravoučitelyni nastavnik, Ugyanott, 1809 (Az emberi élet tavasza. Erkölcsi oktatás. I. rész. Költ.)
- Pjesnoslovka iliti provjest o narodu slavenskom, iz knjige Kačiča izvedena, po obrazu, vkusu i glagolu szerbskomu ustrojena. Buda, 1818 (A szlovén nép története, Kácsics könyve alapján szerb izléssel és szerbül átdolgozva. Költ.)
- Vjenecz bezsmertne slave serbskih prosvetitelyem ot Hieronyma Kirilla i Metodia do sv. Save... 1818? (Koszorú a szerb szentek halhatatlan dicsőségének Hieronymustól kezdve szent Szávája)
- Vjenac cjelomudrija i spomen cuvstvitelne i črezvicajne ljubovi Adelaide alpijske pastirke. Buda, 1828 (Koszorú a szüzességnek és Adelaida az alpesi pásztorleány szerelmének emlékezete. Költ.)